# Memphis (Misuri)
Memphis es una ciudad ubicada en el condado de Scotland en el estado estadounidense de Misuri. En el Censo de 2010 tenía una población de 1822 habitantes y una densidad poblacional de 449,79 personas por km².

## Geografía
Memphis se encuentra ubicada en las coordenadas 40°27′39″N 92°10′12″O / 40.46083, -92.17000. Según la Oficina del Censo de los Estados Unidos, Memphis tiene una superficie total de 4.05 km², de la cual 4.04 km² corresponden a tierra firme y (0.38%) 0.02 km² es agua.

## Demografía
Según el censo de 2010, había 1822 personas residiendo en Memphis. La densidad de población era de 449,79 hab./km². De los 1822 habitantes, Memphis estaba compuesto por el 98.46% blancos, el 0.16% eran afroamericanos, el 0.49% eran amerindios, el 0.05% eran asiáticos, el 0% eran isleños del Pacífico, el 0.05% eran de otras razas y el 0.77% pertenecían a dos o más razas. Del total de la población el 0.22% eran hispanos o latinos de cualquier raza.